# Harpyie (Vogel)
Die Harpyie (Harpia harpyja) (Aussprache [haʁˈpʰyːjə]) ist eine sehr große, kräftig gebaute Greifvogelart. Die Art bewohnt die tropischen Wälder Mittel- und Südamerikas, nistet auf den über das Kronendach ragenden „Urwaldriesen“ und ernährt sich vor allem von Faultieren und Affen. Die Gattung Harpia ist monotypisch mit der Harpyie als einziger Art.

## Beschreibung
Die Harpyie gehört zu den größten Greifvögeln der Welt und ist wohl der physisch stärkste Greifvogel. Der Rumpf ist überaus kräftig, die Flügel sind relativ kurz und sehr breit, der Schwanz ist dagegen relativ lang. Körperbau und Färbung der Harpyie sind typisch für Greifvögel, die im Wald leben und dort schnelle und relativ große Beute jagen, und finden sich in sehr ähnlicher Form zum Beispiel auch bei Habicht und Sperber. Die Harpyie stellt hinsichtlich Größe und Gewicht ein Extrem dieses Typs dar.
Sie erreicht eine Körperlänge von 89 bis 110 cm und eine Flügelspannweite von 1,76 bis 2,01 m. Der Geschlechtsdimorphismus hinsichtlich Körpergröße und -gewicht ist sehr groß. Männchen wiegen 4,0 bis 4,8 kg und haben eine Flügellänge von 543 bis 580 mm, Weibchen erreichen ein Gewicht von 6,0 bis 9,0 kg und eine Flügellänge von 583 bis 626 mm. Beine, Zehen und Krallen sind außerordentlich kräftig, die Hinterkralle kann bis zu sieben Zentimeter lang sein.
Das Gefieder ist am Rücken und der Brust schwarz, am Bauch weiß gefärbt, der Schwanz ist ebenfalls schwarz mit drei breiten grauen Horizontalbinden und einer schmalen grauen Endbinde. Die Unterschwanzdecken und die Befiederung der Beine (die sogenannten Hosen) sind weiß mit einer dunkelgrauen Querbänderung. Der Kopf ist grau; auffallend ist der breite, zweizipflige Federschopf am Hinterkopf, der bei Erregung aufgestellt wird. Die Iris ist hellgraubraun bis grau, Wachshaut und Schnabel sind schwarzgrau. Die Beine und Zehen sind blassgelb, die Krallen sind schwarz.

## Verbreitung

Verbreitung der Harpyie

Das Verbreitungsgebiet der Harpyie erstreckt sich von Süd-Mexiko über ganz Mittelamerika und das nördliche und mittlere Südamerika bis Süd-Brasilien und Nordost-Argentinien. In diesem großen Gebiet bewohnt die Harpyie vor allem die tropischen Regenwälder des Flach- und Hügellandes bis in etwa 900 m Höhe, lokal auch bis 2000 m Höhe, sowie angrenzende Waldbiome. Ein gewisser Schwerpunkt besteht in der Peruanischen Region Madre de Dios.

## Ernährung

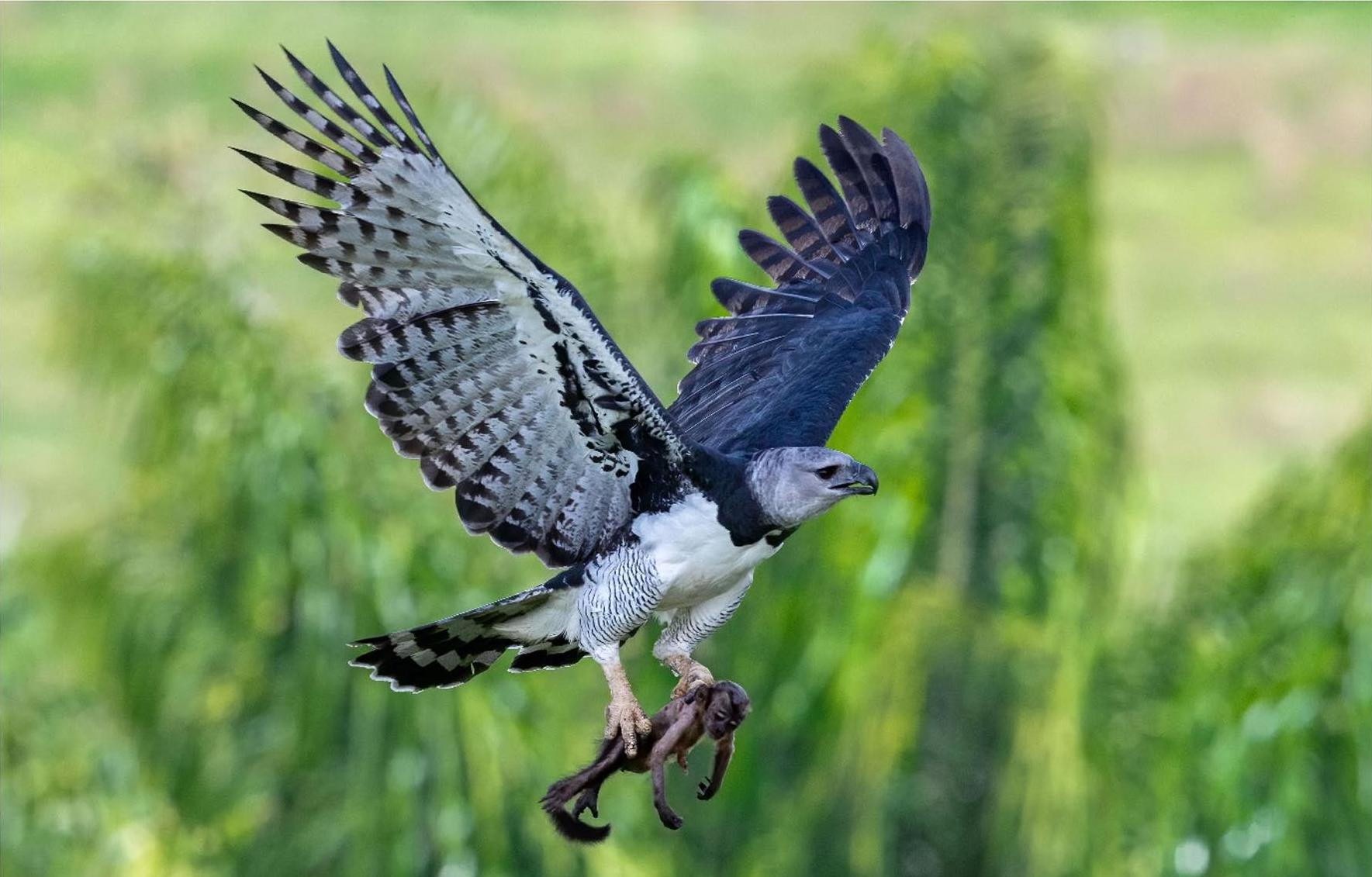
Harpyie mit erbeutetem Haubenkapuzineraffen

Der Körperbau der Harpyie ermöglicht das Erjagen von Tieren in den dicht bewachsenen Baumkronen des Regenwaldes. Die Harpyie jagt vor allem Säugetiere. Das sind zumeist Faultiere und Affen, seltener auch andere Arten wie Agutis, Nasenbären und Opossums. Daneben wird zumindest gelegentlich ein breites Spektrum anderer größerer Wirbeltiere genutzt, hierzu gehören größere Vögel, Echsen und Schlangen. Die Beute wird mit den außerordentlich kräftigen Zehen und Krallen getötet.
Das Gewicht der Beutetiere ist bei Männchen deutlich geringer als bei Weibchen: Männchen erbeuten 0,5 bis 2,3 kg schwere Beutetiere, während Weibchen Tiere mit einem Gewicht von 2,7 bis 9 kg erbeuten können. Beutetiere mit einem Gewicht von über einem Kilogramm (Männchen) bzw. über vier Kilogramm (Weibchen) werden zerlegt und in Teilen zum Nest transportiert.

## Fortpflanzung

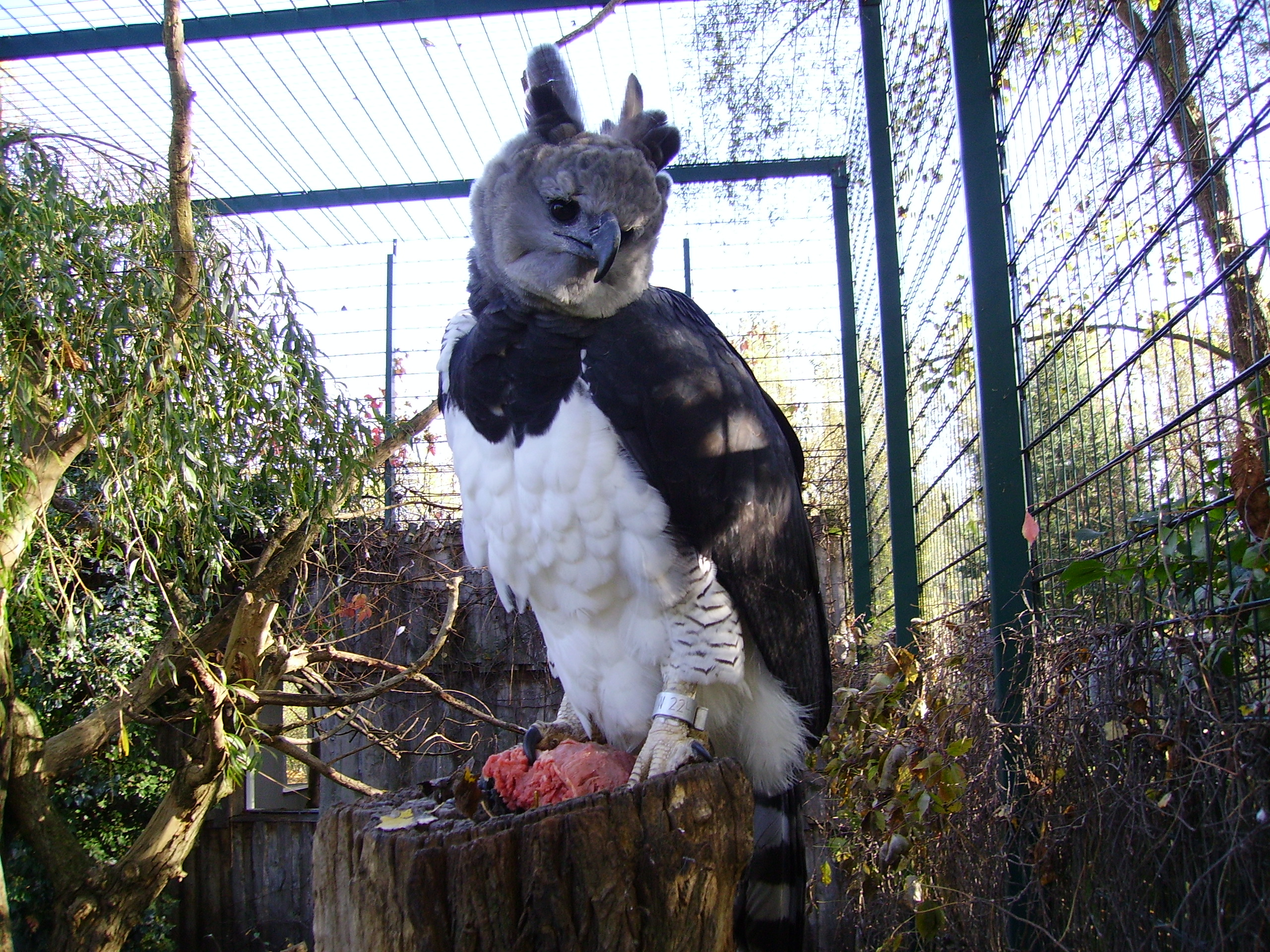
Erregte Harpyie mit aufgestelltem Federschopf

Das Nest wird in Höhen von 25 bis 55 m in der Krone emergenter Bäume gebaut wie in Kapokbäumen, Dipteryx micrantha, Amerikanischen Mahagonibäumen oder in Paranussbäumen. Der Horst misst ca. 1,2 bis 1,5 m im Durchmesser und 0,6 bis 1,2 m in der Höhe. Das Gelege besteht aus ein bis drei weißen Eiern und wird fast ausschließlich vom Weibchen bebrütet. Die Brutzeit beträgt etwa 56 Tage. Sobald das erste Junge geschlüpft ist, werden die anderen Eier nicht mehr weiter bebrütet, sie sterben ab. Es wird immer nur ein Jungvogel aufgezogen.
Der Jungvogel wird bis zum Alter von etwa 70 Tagen vom Weibchen bewacht. Das Männchen versorgt das Jungtier und das Weibchen während dieser Zeit mit Nahrung. Während der Brutzeit bringt das Männchen etwa alle sieben Tage Beute, während der Aufzucht des Jungen etwa alle 3,5 Tage. Wenn der Jungvogel über 70 Tage alt ist, jagt das Weibchen ebenfalls. Es erhält dann etwa alle 2,5 Tage ein Beutetier. Nach fünf bis sechs Monaten ist der Jungvogel flügge und erst nach weiteren mindestens acht bis zehn Monaten selbstständig. Erst mit vier Jahren werden sie geschlechtsreif. Bedingt durch die lange Phase, in der die Jungvögel von ihren Eltern abhängig sind, brüten Harpyien nur etwa alle zwei Jahre.

## Gefährdung
Mittelfristig ist die Harpyie vor allem durch die Zerstörung ihres Lebensraumes, insbesondere durch Brandrodung, sowie durch direkte Bejagung bedroht. Sie ist aufgrund ihrer großen Raumansprüche nirgendwo häufig anzutreffen und kann wegen ihrer geringen Reproduktionsrate Verluste durch die Jagd nur sehr langsam ausgleichen. Die Harpyie kann auch in einer durch Rodungen stark fragmentierten Landschaft überleben, solange die verbliebenen Waldinseln groß genug sind; hier ist sie jedoch durch Bejagung besonders gefährdet. Langfristig wird sie vermutlich nur überleben, wenn es gelingt, ausreichend große Flächen des tropischen Regenwaldes unter Schutz zu stellen. Die Harpyie wird in der Roten Liste gefährdeter Arten der Weltnaturschutzunion IUCN als Art der Vorwarnliste (Near Threatened) geführt.

## Etymologie und Forschungsgeschichte
Die Erstbeschreibung der Harpyie erfolgte 1758 durch Carl von Linné unter dem wissenschaftlichen Namen Vultur Harpyja. Als Verbreitungsgebiet gab er Mexiko an. 1816 führte Louis Pierre Vieillot die für die Wissenschaft neue Gattung Harpia ein. Dieser Begriff wurde für Vultur harpyja, also die Harpyie eingeführt, und bezieht sich deshalb auf Linnés Epitheton. Der Artname harpyja leitet sich von lateinisch harpe ‚Raubvogel, eventuell war der Bartgeier gemeint‘ bzw. ἁρπη harpē für Raubvogel, vermutlich ein Fabelwesen ab. Die Bezeichnung Harpyie ist der griechischen Mythologie entlehnt. Die Harpyien der Griechen waren vogelähnliche Dämonen des Sturms. Sie hatten den Körper eines Greifvogels, einen Frauenkopf und Vogelflügel. Es waren schreckliche Ungeheuer, die Nahrung und Kinder stahlen. Harpyie kann mit Rafferin übersetzt werden. Alfred Laubmann hatte für sein Werk Die Vögel von Paraguay keinen Balg zur Verfügung. In der Literatur betrachtete er nur den Río Paraná durch Arnaldo de Winkelried Bertoni und in der Sierra der Provinz Misiones, in den Bergen im Nordosten Paraguays und in Yuty im Departamento Caazapá durch Enrique Lynch Arribálzaga als Nachweise für das Land. Laubmann kam zu dem Schluss, dass die Art in Paraguay äußerst selten vorkommt.